# 沖縄県道104号線
沖縄県道104号線（おきなわけんどう104ごうせん）は沖縄県国頭郡恩納村字安富祖と金武町字金武とを結ぶ一般県道。

## 概要

### 区間
- 起点：国頭郡恩納村字安富祖（国道58号）
- 終点：国頭郡金武町字金武（国道329号）
- 総延長：8.05km（実延長も同じ）

### 通過自治体
- 国頭郡恩納村－国頭郡金武町

### 交差する路線
- 国道58号（起点）
- 沖縄自動車道（金武町金武、通過のみ）
- 国道329号（終点）
- 国道331号（終点・国道329号と重複）

### 主要施設
- 宇宙航空研究開発機構沖縄宇宙通信所（恩納村安富祖）
- 米軍基地キャンプハンセン（金武町内）

### 路線バス
かつて琉球バス（現・琉球バス交通）の64番喜瀬武原線が全線を通っていたが1995年（平成7年）に廃止、その後恩納村内の区間は恩納村による自主運行に引き継いだが2002年（平成14年）に廃止され現在は乗り入れていない。

## 歴史・特徴
- 1953年（昭和28年）に琉球政府道104号線として指定。1972年（昭和47年）の本土復帰と同時に県道104号線となる。
- この地域では唯一西海岸の国道58号と東海岸の国道329号に抜ける道路で、中間部には喜瀬武原の集落がある。
- かつては安富祖からこの道路を経由して具志川（うるま市）方面に路線バスが運行されていたが現在廃止されている。

### 沖縄県道104号線越え実弾射撃訓練
復帰後の1973年（昭和48年）から1997年（平成9年）まで金武町内の区間を通行止めにして米軍による実弾砲撃演習がたびたび行われた。そのため演習の間は産業道路へ迂回しなければならなかった。またこの区間の整備は遅れていた。1995年（平成7年）に沖縄米兵少女暴行事件が起き、「沖縄の負担」が注目されるようになり、負担軽減措置として、沖縄県外の演習場（矢臼別演習場、王城寺原演習場、東富士演習場、北富士演習場、日出生台演習場）で分散実施されるようになった（県道越え射撃訓練は取り止めになったわけではなく現在も実施されている）。